# Alíki Vouyoukláki
Alíki Vouyoukláki (grec moderne : Αλίκη Βουγιουκλάκη), née le 20 juillet 1934 à Maroussi dans la banlieue est d'Athènes et morte le 23 juillet 1996 à Athènes, était une actrice de théâtre et de cinéma ainsi qu'une chanteuse grecque.

## Biographie
La famille d'Alíki Vouyoukláki était originaire du Magne. Elle appartenait à la petite classe moyenne qui ne voyait comme moyen d'ascension sociale que le travail et l'école, d'autant plus que son père fut tué durant la guerre civile selon certaines sources ou, selon d'autres assassiné par des résistants durant l'occupation allemande alors qu'il était préfet d'Arcadie.

Alíki y gagna sa réputation d'une actrice arrivée à la gloire à force de travail et de ténacité. Elle est parfois considérée comme la « Cendrillon de la Grèce moderne ».
Alíki Vouyoukláki fit ses études au centre d'art dramatique du théâtre national d'Athènes. Elle y eut pour professeur Dimítris Rondíris avant qu'il en soit chassé pour raisons politiques.
Dès 1954, elle eut le rôle principal dans le film La Petite Souris de Nikos Tsiforos. Elle fit ses débuts sur scène en 1955 dans Le Malade imaginaire avec pour partenaire Christoforos Nezer qui revenait de la Comédie-Française. Elle fut ensuite Juliette. Dès 1957, elle prit la tête de sa propre troupe de théâtre ce qui lui permit pendant les quarante années qui suivirent de toujours être à l'affiche de pièces, à travers la Grèce, avec toujours beaucoup de succès. Elle géra des troupes très nombreuses pour des productions à grand spectacle. Elle n'hésita pas à monter un genre peu prisé alors en Grèce : la comédie musicale. Elle produisit et joua ainsi Evita, Cabaret ou La Mélodie du bonheur. En parallèle, elle joua dans de très nombreux films, plutôt spécialisée dans les rôles d'ingénue un peu idiote, qui triomphèrent au box-office grec. Elle fut la star incontestée du cinéma commercial grec des années 1960, actrice vedette du studio Finos Film. Ainsi, en 1959, elle jouait dans les films Astéro, premier au box-office, Mimikos et Mary, deuxième au box-office et La Maligne, cinquième. L'échec relatif de La Marie du silence en 1972 (200 000 entrées seulement) lui fit prendre ses distances avec le cinéma. Elle fut une actrice grecque qui ne connut pas de véritable carrière internationale. Elle n'eut jamais l'image d'un sex-symbol, mais plutôt de la gentille adolescente, puis de la travailleuse méritante, puis de la bonne mère et de la bonne patronne. Elle joua aussi pour la télévision et la radio. Les entrées enregistrées pour ses films dépassaient, au moins jusqu'à sa retraite en 1981, le nombre d'entrées de tous les autres films grecs.
Elle finit cependant par être victime de son succès. Ainsi, à la fin des années 1960, les critiques considérèrent que plus elle était célèbre, moins bien elle jouait. Ses films n'étaient plus que des prétextes pour la mettre en valeur. Par ailleurs, elle se comportait sur les tournages comme un véritable tyran, martyrisant tout le monde, le réalisateur en premier lieu.
Son dernier film en 1981, Un espion nommé Nelly fut un échec commercial, ne tenant que trois semaines à l'affiche avec un peu plus de 130 000 d'entrées. Cette déception poussa Alíki Vouyoukláki à prendre définitivement sa retraite.
Elle enregistra plus d'une dizaine de disques pour les plus grands compositeurs grecs, comme Míkis Theodorákis ou Mános Hadjidákis.
Elle meurt le 23 juillet 1996 à Athènes d'un cancer du pancréas.

### Famille
Elle épousa le 18 janvier 1965 l'acteur Dimitris Papamichail qui avait été, et fut encore par la suite, son partenaire à l'écran dans plusieurs films à succès. Leur fils Yiannis naquit le 4 juin 1969. Ils divorcèrent le 5 juillet 1975.

## Filmographie
- 1954 : La Petite Souris
- 1958 : Amour dans les dunes
- 1959 : Astéro
- 1959 : Mimikos et Mary
- 1959 : La Maligne
- 1959 : Qui aime bien châtie bien
- 1960 : La Belle Poire
- 1960 : Maddalena
- 1961 : Lisa et l'autre - chanson Ξημερώνει (Ximeroni), paroles Vangelis Goufas, musique Manos Hadjidakis
- 1961 : Aliki dans la marine
- 1962 : Alice de Rudolph Maté
- 1963 : Flirts à l'école
- 1964 : La Femme au volant
- 1965 : Moderne Cendrillon
- 1966 : Ma Fille la socialiste
- 1970 : Sous-lieutenant Natacha
- 1973 : Marie du silence
- 1980 : Femelle rusée... Femme fourbe
- 1981 : Un espion nommé Nelly

## Récompenses et distinctions
- Semaine du cinéma grec 1960 (Thessalonique) : meilleure actrice (Maddalena)